# Habranthus oltanus
Habranthus oltanus är en amaryllisväxtart som beskrevs av Pierfelice Ravenna. Habranthus oltanus ingår i släktet Habranthus och familjen amaryllisväxter. Inga underarter finns listade i Catalogue of Life.